# 玉河街道
玉河街道是中华人民共和国新疆维吾尔自治区和田地区和田市下辖的一个街道。
2023年11月3日，新疆维吾尔自治区人民政府批准成立玉河街道。